# Mougins
Mougins – miejscowość i gmina we Francji, w regionie Prowansja-Alpy-Lazurowe Wybrzeże, w departamencie Alpy Nadmorskie.
Według danych na rok 1990 gminę zamieszkiwały 13 014 osoby, a gęstość zaludnienia wynosiła 508 osób/km² (wśród 963 gmin regionu Prowansja-Alpy-W. Lazurowe Mougins plasuje się na 49. miejscu pod względem liczby ludności, natomiast pod względem powierzchni na miejscu 398). 

## Muzea
- Muzeum Fotografii (fr. Musée de la Photographie) z kolekcją zdjęć autorstwa Pabla Picassa.
- Muzeum Motoryzacji (fr. Musée de l’Automobiliste) z kolekcją klasycznych samochodów w tym marki Bugatti.

## Osobistości
- 8 kwietnia 1973 w Mougins zmarł Pablo Picasso